# Zajc
Zajc je  priimek v Sloveniji in tujini. V Sloveniji je Zajc 31. najbolj pogost priimek, ki ga je po podatkih Statističnega urada Republike Slovenije na dan 31. decembra 2007 uporabljalo 2.348 oseb, na dan 1. januarja 2011 pa 2.338 oseb.

## Znani slovenski nosilci priimka
- Andrej Zajc (1938—2021), fizik, strokovnjak za materiale
- Anton Zajc (1819—1871), podobar in pozlatar
- Anton Zajc, kočevski odposlanec
- Anton Zajc, teritorialec, veteran osamosvojitve
- Baldomir Zajc (*1935), elektronik, univ. profesor
- Benjamin Zajc, dramaturg, dramski pisec, lutkar, kritik, performer, režiser
- Barbara Zajc (*1953), kemičarka
- Bojan Zajc (*1965), hokejist, trener
- Dane Zajc (1929—2005), pesnik, dramatik, esejist, mladinski pisatelj, akademik
- Danijela Zajc (*1985), pedagoginja, producentka, performerka; koreografinja, plesalka
- Drago Zajc star. (1912—1944), pravnik, žrtev atentata skupaj z mladoporočencema Vuk v Trstu
- Drago Zajc (1938—2023), pravnik in politolog, izr. prof. FDV
- Franci Zajc (*1945), filmski producent
- Gorazd Zajc (*1987), nogometaš
- Gregor Zajc (1798—1876), duhovnik
- Helena Šobar Zajc (*1944), režiserka, igralka, lutkarica
- Ida Močivnik (1. por. Zajc, r. Jelen) (1942-2009), diplomatka
- Ivanka Zajc Cizelj, arhivistka (Celje)
- Jadranka Zajc-Satler (1924—1988), mikrobiologinja, prof. MF
- Janez (Ivan) Zajc (1934—2002), farmacevt, dr.
- Janez Zajc, športni delavec
- Katja Zajc Kejžar, mednarodna ekonomistka, prof. EF
- Katra (Katarina) Zajc (*1967), alpska smučarka, pravnica in ekonomistka, univ. prof. (PF)
- Lenart Zajc (*1967), pisatelj in aktivist
- Ljubo Zajc (*1963), policist, strokovnjak za varnost prometa
- Lovro Zajc, evropski prvak v electric boogiju med otroki
- Ludvik Zajc (1925—2021), slavist, šolnik, politik
- Ludvik Zajc (1943—2011), smučarski skakalec in trener
- Marjana Zajc, geologinja
- Marko Zajc (*1975), zgodovinar, publicist
- Matej Zajc, elektrotehnik, univ. prof.
- Melita Zajc (*1962), publicistka, medijska teoretičarka
- Miha Zajc (*1994), nogometaš
- Miha Zajc (*1996), hokejist
- Mihaela Zajc Jarc (1916–2010), folkloristka, domoznanka, pesnica, pisateljica
- Mojca Zajc, etnologinja
- Nataša Zajc Smerdu (*1932), kulturna in znanstv. delavka v Argentini
- Neva Zajc, novinarka in organizatorka Primorskega poletnega festivala, častna občanka Kopra
- Neža Zajc (*1979), slovenistka in rusistka, filologinja, literarna in kulturna zgodovinarka; pesnica
- Niko Zajc (1945—1988), harmonikar, ljudski godec
- Pavel Zajc (1877—1937), duhovnik - katehet
- Rebeka Zajc, pianistka
- Rikard Zajc (1880—1966), vojaški duhovnik (kurat)
- Rok Zajc Nosman (*1976), nogometaš
- Saša Zajc, manekenka, miss Evrope 1969
- Simon Zajc (*1980), radijski voditelj, podjetnik, komik, poslanec
- Srečko Zajc, vojaški diplomat
- Srečo Zajc (*1954), novinar, urednik, pesnik, dramatik
- Tanja Zajc Zupan (*1972), citrarka
- Timi Zajc (*2000), smučarski skakalec
- Tina Zajc Benda (*1983), fotomodel, Miss Slovenije 2003, geologinja
- Tomaž Zajc (*1939), gosp./ekon.? politik (državni sekretar)
- Tomo Zajc, filmski montažer in grafični oblikovalec
- Zlatko Zajc (*1951), pesnik in pisatelj, TV-voditelj ("Zlatko zakladko")

## Znani tuji nosilci priimka
- Ivan Zajc (Ivan Dragutin Stjepan plemeniti Zajc) (1832—1914), hrvaški skladatelj, dirigent, režiser